# Monuments nationaux de Drvar
Cet article recense les monuments nationaux situés sur le territoire de la municipalité de Drvar en Bosnie-Herzégovine et dans la fédération de Bosnie-et-Herzégovine. La liste établie par la Commission pour la protection des monuments nationaux compte 1 monument national inscrit sur la liste principale et 1 monument inscrit sur une liste provisoire.

## Monument national
| Monument                                         | Localité | Géolocalisation | Datation | Commentaire éventuel                                                                                                  | Photo |
| ------------------------------------------------ | -------- | --------------- | -------- | --- | ----- |
| Ensemble commémoratif du Musée du 25 mai à Drvar | Drvar    |                 | 1945     | Commémoration de l'Opération Rösselsprung (1944) ; ensemble avec le musée et la Titova pećina (la « grotte de Tito ») |       |

## Liste provisoire
| Monument           | Localité | Géolocalisation | Datation | Commentaire éventuel                  | Photo |
| ------------------ | -------- | --------------- | -------- | ------------------------------------- | ----- |
| Monastère de Rmanj | Rmanj    |                 |          | Monastère orthodoxe serbe ; doublon ? |       |